# Castilleja Club de Fútbol
El Castilleja CF es un club de fútbol de España, de la ciudad de Castilleja de la Cuesta en Sevilla. Fue fundado en 1929 y juega en la División de Honor Andaluza.

## Historia
Después de estar en las categorías regionales del fútbol español, debutó por primera vez en la temporada 2015/16, al quedar la temporada anterior campeón de la Primera División Andaluza, en la Tercera División de España, Grupo X. Mantuvo la categoría durante tres temporadas, pero la tercera no pudo evitar al descenso quedando último en la tabla clasificatoria y cayendo a División de Honor Andaluza, división que vino a sustituir la anterior Primera División Andaluza.
En la temporada 2019/20 el club alixeño se proclama Campeón de invierno, después de estar casi cuatro meses sin conocer la derrota. Esa misma temporada no finaliza la liga debido a la pandemia de COVID-19, sin embargo la Real Federación Andaluza de Fútbol declaró que tanto el CD Cabecense como el club alixeño ascenderían a la Tercera Divión para la siguiente temporada
En la temporada 2020/21, con la reestructuración de todas las categorías, terminó la Primera Fase en noveno lugar lo que le hacía luchar por no descender para seguir jugando en la que sería la nueva Tercera RFEF, pero en la última jornada del grupo para evitar el descenso no pudo evitarlo tras la victoria del Conil CF sobre el Sevilla FC "C".

## Estadio
Se trata de un campo de césped artificial que originalmente se llamaba "Campo Municipal de Deportes", para pasar a llamarse a petición de la Junta Directiva del Club al Ayuntamiento se le solicitó el nombre de "Antonio Almendro" para agradecer su más de media vida dedicada al club, siendo el responsable de todo el material deportivo de todos los escalafones sin ningún ánimo de lucro.El Ayuntamiento accedió a la petición del club y desde el año 2007 pasó a llamarse así.

## Jugadores

### Jugadores destacados
- Adrián Wójcik